# Lawrence Eagleburger
Lawrence Sidney Eagleburger (1 tháng 8 năm 1930 – 4 tháng 6 năm 2011) là một chính khách và nhà ngoại giao Mỹ làm ngoại trưởng dưới thời tổng thống George H. W. Bush. Trước đó, ông đã đảm nhận các chức vụ khác với các tổng thống Richard Nixon, Jimmy Carter, Ronald Reagan và George H. W. Bush.